# Kalang Anyar
Kalang Anyar is een bestuurslaag in het regentschap Serang van de provincie Banten, Indonesië. Kalang Anyar telt 3225 inwoners (volkstelling 2010).